# Middle Man
Middle Man es el noveno álbum de estudio del músico estadounidense Boz Scaggs. Fue publicado en marzo de 1980 por Columbia Records. Scaggs contrató a miembros de la banda Toto como músicos de sesión y compartió créditos de composición con ellos, volviendo al sonido rock comercial con influencias del soul de Silk Degrees (1976).

## Lista de canciones
Todas las canciones escritas y compuestas por Boz Scaggs y David Foster, excepto donde esta anotado. 
| Lado uno |                                       |          |  |
| N.º      | Título                                | Duración |  |
| 1.       | «Jojo» (Foster, David Lasley, Scaggs) | 5:54     |  |
| 2.       | «Breakdown Dead Ahead»                | 4:36     |  |
| 3.       | «Simone»                              | 5:09     |  |
| 4.       | «You Can Have Me Anytime»             | 4:58     |  |

| Lado dos |                                                                  |          |  |
| N.º      | Título                                                           | Duración |  |
| 1.       | «Middle Man»                                                     | 4:53     |  |
| 2.       | «Do Like You Do in New York» (Scaggs)                            | 3:45     |  |
| 3.       | «Angel You»                                                      | 3:40     |  |
| 4.       | «Isn't It Time»                                                  | 4:55     |  |
| 5.       | «You Got Some Imagination» (Steve Lukather, Scaggs, Bill Schnee) | 3:59     |  |

## Posicionamiento

### Gráfica semanal
| Gráficas (1980)                                   | Pico de posición |
| ------------------------------------------------- | ---------------- |
| Australia (Kent Music Report)                     | 11               |
| Estados Unidos (Billboard 200)                    | 8                |
| Estados Unidos (Billboard Top R&B/Hip-Hop Albums) | 36               |
| Noruega (VG-lista)                                | 17               |
| Nueva Zelanda (Recorded Music NZ)                 | 10               |
| Países Bajos (Album Top 100)                      | 38               |
| Reino Unido (UK Albums Chart)                     | 52               |

### Gráfica de fin de año
| Gráficas (1980)                | Pico de posición |
| ------------------------------ | ---------------- |
| Australia (Kent Music Report)  | 21               |
| Estados Unidos (Billboard 200) | 37               |

## Certificaciones y ventas
| País                  | Certificación | Ventas    |
| --------------------- | ------------- | --------- |
| Estados Unidos (RIAA) | Platino       | 1,000,000 |